# Marienwanderweg
Der Marienwanderweg ist ein 20 Kilometer langer Wanderweg durch den Westerwald. Er verbindet die Abtei Marienstatt mit dem früheren Franziskanerkloster Marienthal.

## Verlauf
Der Weg führt durch die Kroppacher Schweiz vom ehemaligen Franziskanerkloster in Seelbach-Marienthal zur Zisterzienserabtei Marienstatt in Streithausen bei Hachenburg. Teilweise verläuft er gemeinsam mit dem Westerwaldsteig. Angeschlossen ist er an den Marienthaler Kreuzweg.

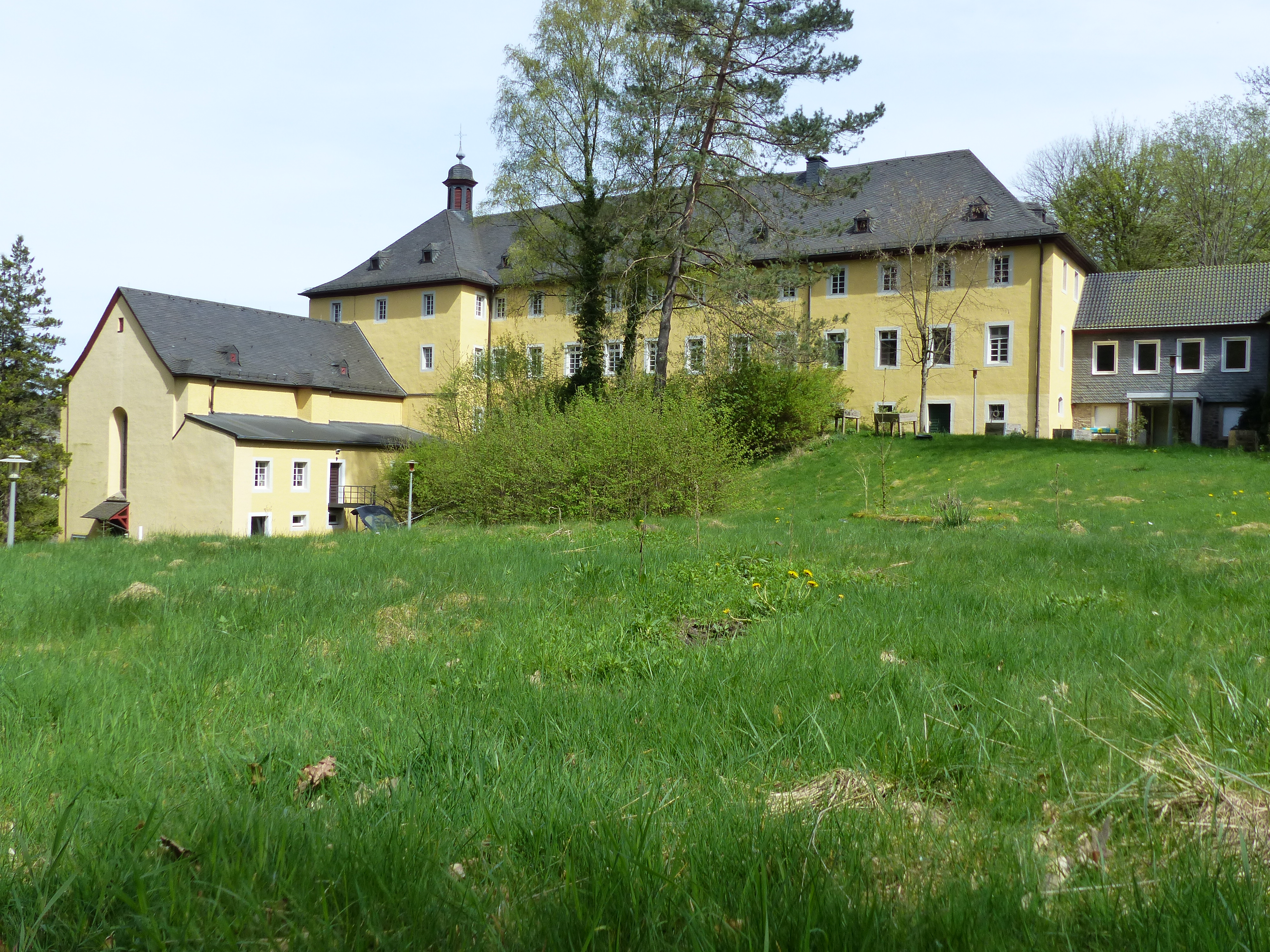
Kloster Marienthal
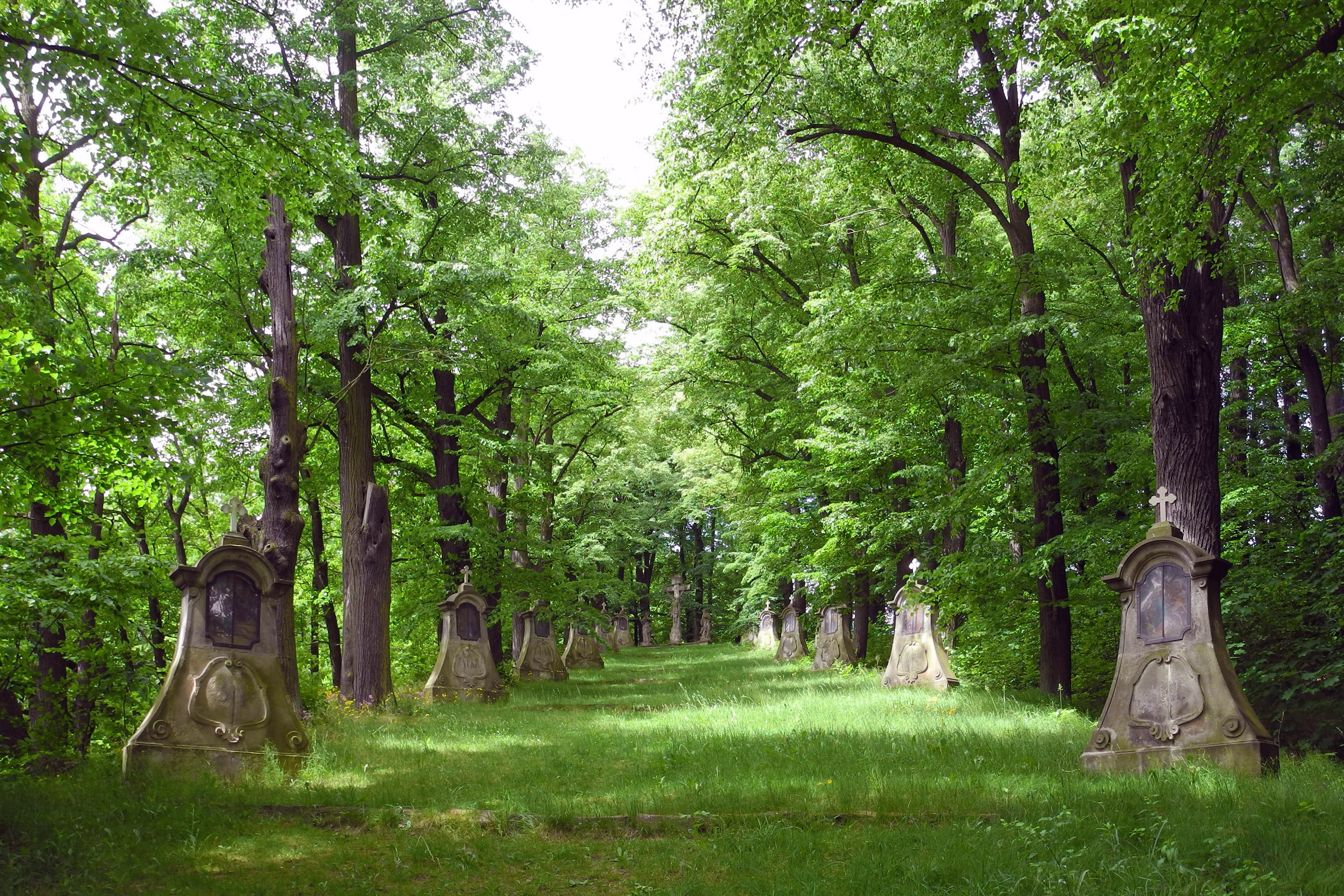
Marienthaler Kreuzweg
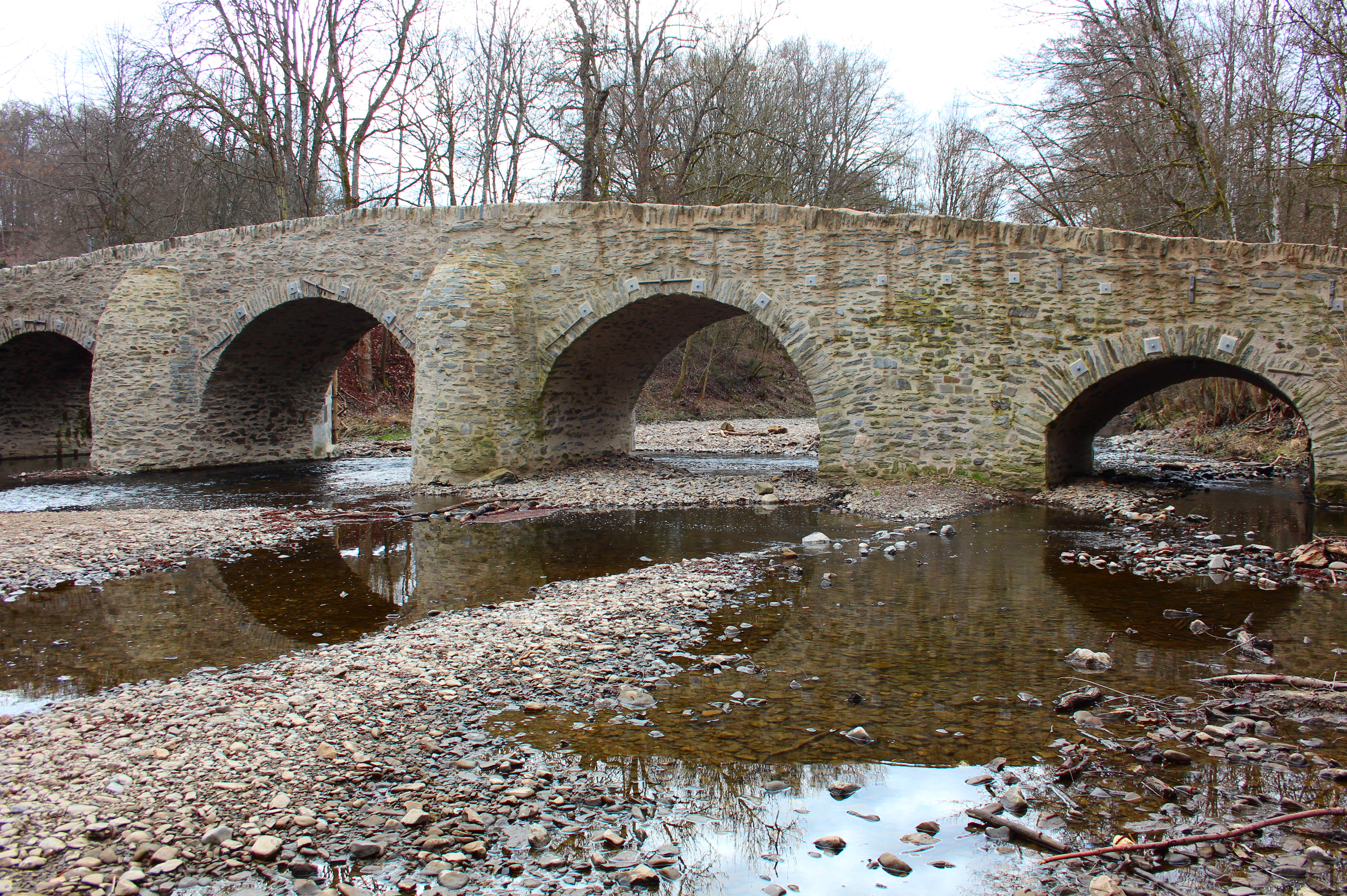
Die Nister bei Marienstatt
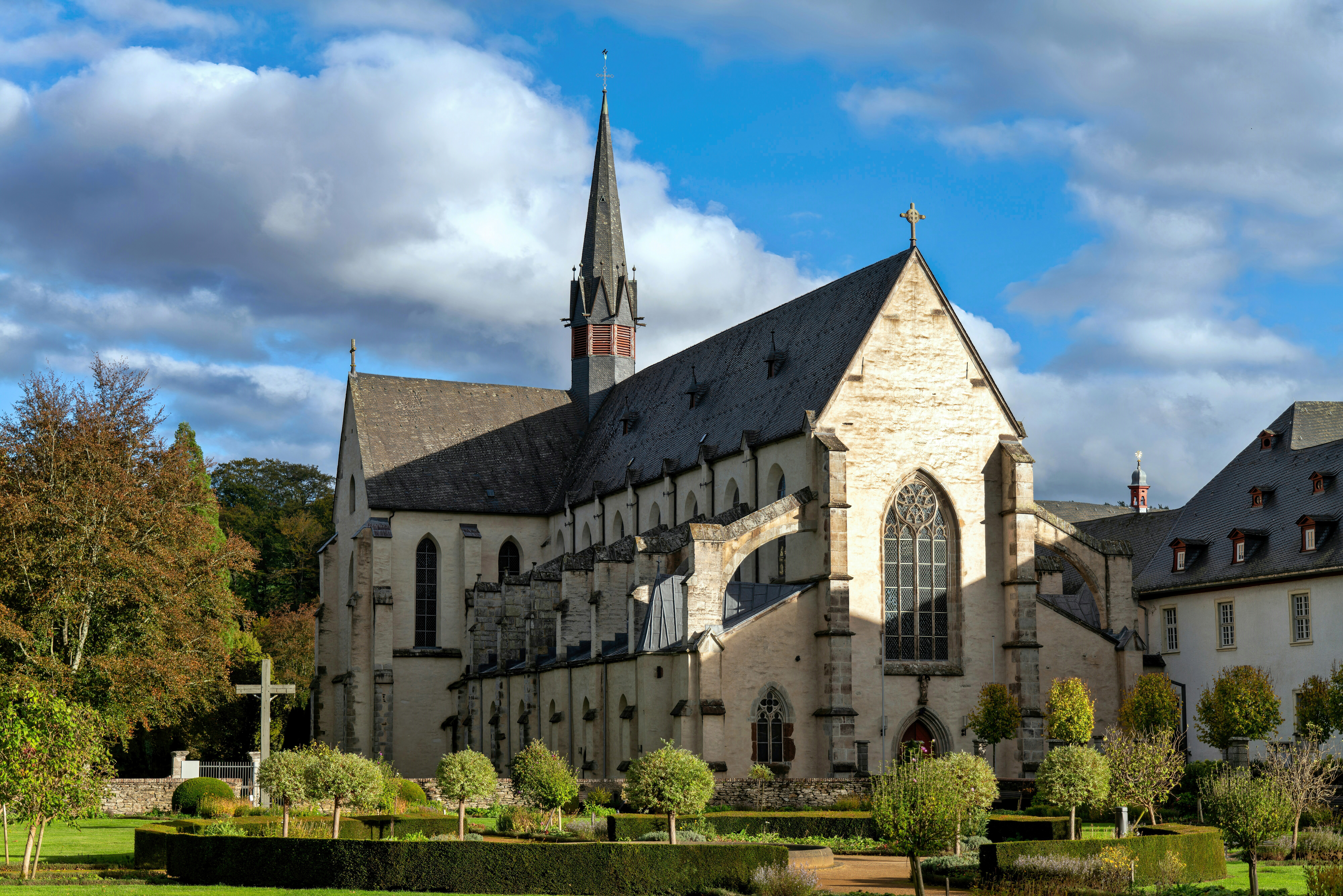
Abtei Marienstatt

## Nutzung
Der Weg wird von Pilgern und von Wanderern gegangen, die meist aus dem Landkreis Altenkirchen sowie dem angrenzenden Nordrhein-Westfalen kommen, insbesondere an Wochenenden und religiösen Feiertagen.
Das Fahren mit Fahrzeugen, auch Fahrrädern und anderen nicht motorisierten Fahrzeugen, ist nur streckenweise erlaubt.

## Anschluss Klosterkreuzweg
Der Klosterkreuzweg ist ein 2,9 Kilometer langer, in Seelbach-Marienthal an den Marienwanderweg anschließender Rund-Wanderweg rund um Hilgenroth, welcher an diversen Stationen an den Kreuzweg Jesu erinnert und zum Gebet einlädt. Bei der alternativen Runde um Beul beträgt die Länge 10,7 Kilometer.

## Bahnanschluss

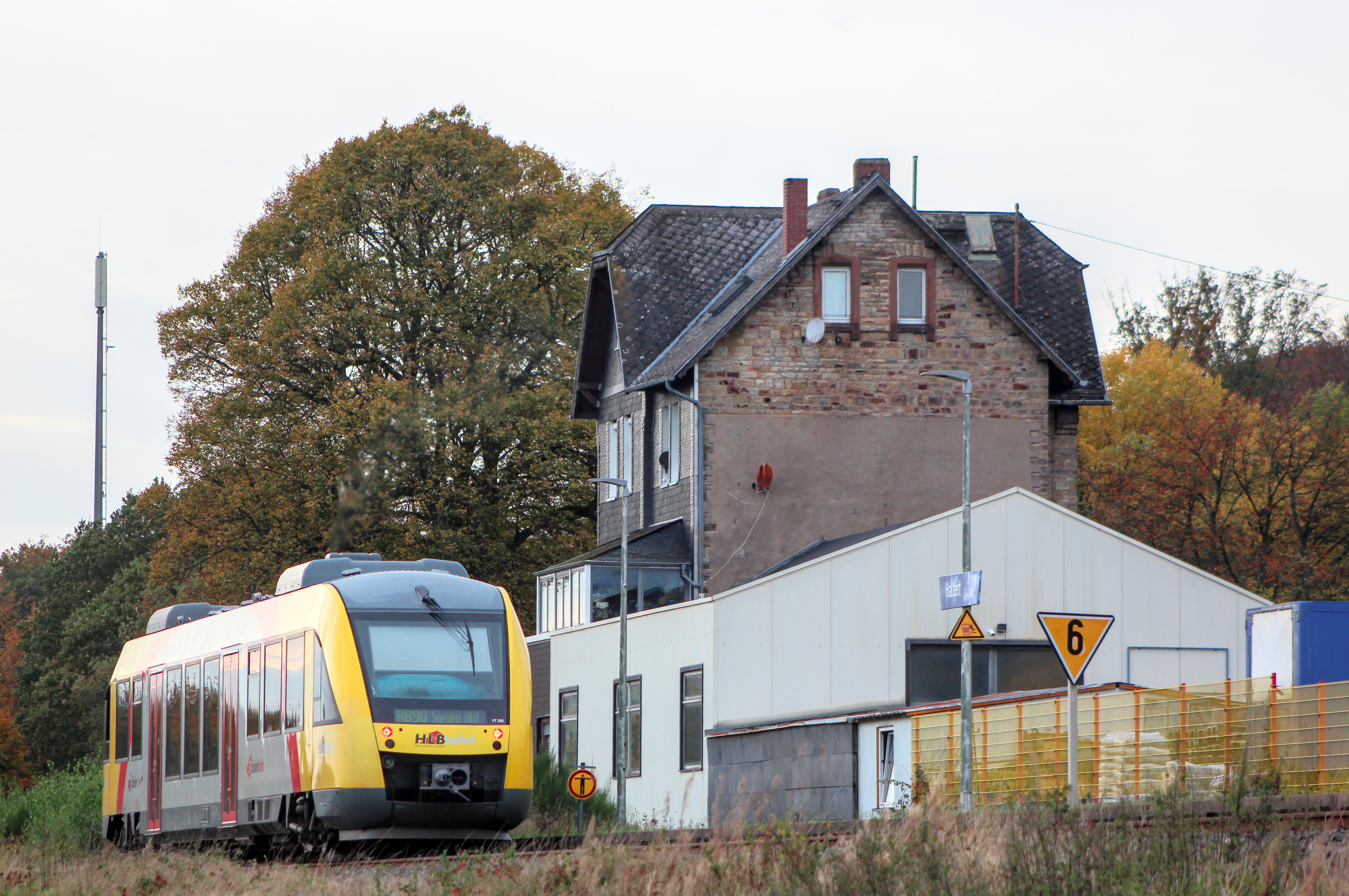
Haltepunkt Hattert mit eingefahrener RB90

Anschluss an den Schienenpersonennahverkehr besteht am Haltepunkt Hattert, dem Bahnhof Hachenburg sowie dem Haltepunkt Kloster Marienthal, alle an der Westerwald–Sieg–Bahn (RB90) von Limburg über Hachenburg, Altenkirchen nach Au an der Sieg verläuft. Am Bahnhof Au (Sieg) besteht Anschluss nach Betzdorf und  Siegen sowie nach Siegburg und Köln.